# Módní návrhář

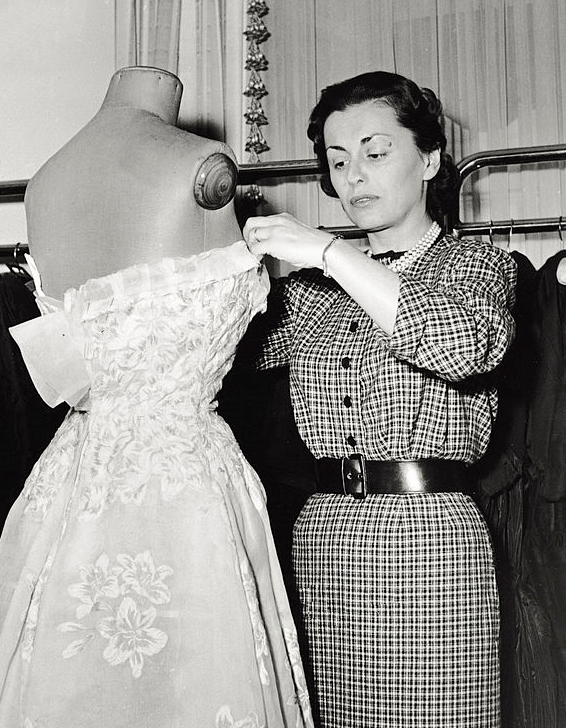
Módní návrhář - tvůrčí osobnost plnící požadavek zákazníka na vysněné šaty.

Módní návrhář/ka je většinou tvůrčí osobnost, která umí uplatňovat estetické cítění společně s designem. Návrháři mohou pracovat buď samostatně, nebo v kolektivu a nejčastěji navrhují oblečení, nebo doplňky k nim, tak aby, oblečení bylo estetické a funkční. Většinou se pokouší uspokojit poptávku spotřebitelů. Ke své práci nejprve využívají tužku a papír a pokoušejí se vytvořit tzv. návrh kombinovaný nejrůznějšími barevnými odstíny. Ty se později použijí jako předloha k ušití vzorů, k nimž jsou použity nejrůznější materiály, ze kterých dlouhodobě převládá látka a kůže. Služba módních návrhářů se nejčastěji uplatňuje při navrhování kostýmů a šatů pro výjimečné příležitosti, jako jsou svatby, večírky a jiné slavnostní chvíle.
Návrháři své vzdělání získávají na specializovaných školách zaměřených na výtvarné umění.
Po studiích mohou pracovat buď na volné noze a navrhovat na zakázku, nebo mohou pracovat pro světoznámé oděvní značky, mezi které např. patří Dior, Gucci, Versace, Prada, Galliano, Louis Vuitton, Hugo Boss, Chanel, Armani, Calvin Klein, Karl Lagerfeld, Donna Karan (DKNY), atp. Mezi světové legendy tohoto oboru patří Coco Chanel.